# 私が愛したウルトラセブン
『私が愛したウルトラセブン』（わたしがあいしたウルトラセブン）は、NHKの「土曜ドラマ」で1993年2月13日と2月20日に（20時から90分枠）で放送されたテレビドラマ。実際に特撮番組『ウルトラセブン』に脚本家として参加した市川森一が、同番組のヒロイン・友里アンヌを主役として、ドラマ構成のために導入したフィクションを交え、『セブン』の撮影秘話と出演者や制作スタッフの青春群像を描いた。
2011年12月10日に亡くなった市川への追悼番組として、2011年12月31日と2012年1月7日にNHK BSプレミアムで再放送された。
なお、『私の愛したウルトラセブン』と誤記している資料も存在する。

## ストーリー
以下はドラマにおけるストーリーであるが、市川の脚本は事実にフィクションも織り交ぜているため、必ずしも事実と合致しない部分もある。

### 第1部「夢で逢った人々」
体育大学に在籍して将来は体育教師になろうとしていたひし美ゆり子は、アルバイトとして参加していた『ウルトラセブン』の撮影現場で、満田監督に見初められてヒロイン「友里アンヌ隊員」役に起用される。新作発表を間近にして、アンヌ役に決定していた女優が脚本家の一人と交通事故を起こすスキャンダルが発生（脚本家は死亡）、急遽代役が求められていたためだった。
同じころ、「モロボシ・ダン」役でようやく日の目を見ようとしていた森次晃嗣は、下積み時代をともにした新宿のシャンソン歌手、直子と結婚の意志をかためていたが、アンヌ役交代のごたごたで婚姻届を出しに行く約束を、結果的にすっぽかすことになってしまう。直子は森次との年齢差と、その将来を思って彼を突き放し、森次もそれを受けて「モロボシ・ダン」役にかける決意を固める。
一方そのころ、事故死した脚本家の原稿の穴を埋めるべく、円谷プロの企画課所属の上原正三と、新人ライター石川新一（本作品の脚本を担当した市川森一にあたる）との非公開のコンペが進行していた。上原は一度没にした「300年間の復讐」をリライトして提出するが、島津に侵略された琉球王朝をモチーフとしたプロットが「怨念むき出し」と三国プロデューサー（橋本洋二にあたる）に糾弾される。金城哲夫は部分的な修正を勧めるが、上原は「この脚本は直せない」と拒否、結局取り下げることとなる。上原の真意は、同じ沖縄出身者である金城に、このストーリーを読んでほしいというものだった。石川の脚本は地球破壊の工作員として送りこまれた宇宙人の少女が自らの星に裏切られて絶望するという情緒的な作品（第37話「盗まれた・ウルトラアイ」）であったが、怪獣が出てこないと三国プロデューサーに一蹴される。

### 第2部「夢見る力」
『ウルトラセブン』の撮影も終盤にさしかかっていたが、金城は沖縄出身の出自を隠して本土に暮らしながら、同じ「異邦人」であるウルトラセブンの物語を書き続けることに苦悩を深め、最終話「史上最大の侵略」の筆はあまり進んでいなかった。
そんな時、ゆり子は森次のかつての恋人である直子の頼みで、ベトナム戦争に駆り出されたアメリカ人の脱走兵マイケルをかくまうことになる。森次と上西も巻き込んで、怪獣パンドンの着ぐるみの中に脱走兵をしのばせ、最終話のロケ遠征を利用して出国させる計画を立てるが、そのためには金城の脚本が仕上がる必要があった。
ゆり子から最終話の脚本を急かされた金城は、おおまかなあらすじを語るとともに、自分が沖縄人だと告白する。日本人でも沖縄人でも金城は変わらない、というゆり子の言葉に、金城は最終話の脚本を書き上げると、それを置き土産に日本を去る。
一方、ゆり子たちのマイケルへの協力は、円谷プロ挙げてのものとなってしまっていた。煙幕など特殊効果の撮影に紛れ、MPの目をくらまし、パンドンからセブンの着ぐるみに移ったマイケルを連れ、ロケ現場からポインターで逃走する森次だったが、港で警察とMPに追い詰められてしまう。
森次の釈放を待って、最終話の撮影は無事再開された。傷ついた身体で故郷へ帰っていくセブンを見送るラストシーンを撮り終えた後、ゆり子は一度は退学した体育大学へ戻ることにした。

## キャスト
- 友里アンヌ（菱見百合子）：田村英里子
- モロボシ・ダン（森次浩司）：松村雄基
- 冬木直子：日向薫
- 上原正三：仲村トオル
- 石川新一（市川森一）：香川照之
- 金城哲夫：佐野史郎
- 赤井景介（赤井鬼介）：畑嶺明[5]
- 内藤弘子：金子美香
- 高野（高野宏一）：田口トモロヲ
- 熊谷（熊谷健）：中島陽典
- 春子：ライオネス飛鳥
- キリヤマ（中山昭二）：速見領
- アマギ（古谷敏）：松戸俊二
- フルハシ（石井伊吉）：中山正幻
- 室竜次（上西弘次）：梨本謙次郎
- ソガ（阿知波信介）：布川敏和
- 満田（満田かずほ）：塩見三省
- 坂井哲也：別所哲也
- 守衛：天本英世
- 文太（スナックAZマスター）：伴直弥
- 八千代：上楽敦子
- 三国（橋本洋二）：財津一郎
- 円谷英二：鈴木清順
- 木下光代：高田美穂[5]
- 京子：赤木優[5]
- ウルトラセブン：岡野弘之
- 横尾和則
- 三宅敏夫
- 高橋和司
- 丹波道場
- 劇団ひまわり
- 劇団いろは
- セントラル子供タレントほか

以下は第2部のみに登場。
- マイケル：ライアン・パージェス
- MP：アンドリュー・J・サッチャー
- 詩集売りの女：ひし美ゆり子
- ピアニスト：古賀義弥
- 刑事：浅川仁義、竹本和正

## スタッフ
- 作：市川森一
- 演出：佐藤幹夫
- 音楽：宮川彬良

## エピソード
- ソガ（阿知波信介）役の布川敏和は、この後『ウルトラマンダイナ』のコウダ・トシユキ役でレギュラー入りし、他にも映画などの円谷作品に関わっている。また、坂井哲也役の別所哲也は『ULTRAMAN』で主人公・真木舜一、佐野史郎は『ウルトラQ dark fantasy』や『ウルトラマンマックス』のナレーターを務めることになる。
- 「ヒロインが事故で重傷となり交代する」という設定は、市川がメインライターを務めた『ウルトラマンA』で類似の事象が実際に発生している（足の骨折による交代。詳細は「星光子#『ウルトラマンA』の出演と降板」を参照）。なお、クランクイン直前の『ウルトラセブン』のヒロイン交代は事実であるが（隊員服も前任者に合わせて作られている）、実際に劇中で描かれたような事故は起きてはおらず、交代は前任者のスケジュールの都合によるものである。
- 本作品で金城哲夫を演じた佐野史郎は、前年にドラマ『ずっとあなたが好きだった』の桂田冬彦役でブレイクしたこともあり、バンダイビジュアルからVHSソフトがリリースされた際には、宣伝活動の一環として「あの冬彦さんを演じた佐野が金城役」という、キャスティングの異色さを必要以上に強調する旨のキャッチコピーが付けられていた。
- 本作品に上原正三役で出演した仲村トオルは、ほぼ同じころに民放で放映されたドラマ『ゴールデンボーイズ』（こちらも市川が脚本を執筆）ではこのドラマより少し前の時代（脚本家デビュー前）の市川森一役を演じている。
- 第2部のラストの打ち上げのシーンで、スタッフが盆踊りのように踊りを踊るシーンがあるが、このシーンに使われたのは、『セブン』より後の作品である『帰ってきたウルトラマン』の挿入歌として作られた「怪獣音頭」だった。
- 後に雑誌取材で、森次晃嗣とひし美ゆり子による本作についての対談があり、実際の当事者として観た場合、あり得ない部分もあるとコメントしつつも、当時の雰囲気が良く出ていたと、おおむね好意的な評価を述べている。
- 上原正三による『ウルトラセブン』の未映像化脚本「300年間の復讐」の一部が映像化されており、それに伴い登場するトーク星人と甲冑人間も新たにデザインされ、登場している。
- 第1・2部に登場したピット星人の着ぐるみは後に修復され、『ウルトラセブン 太陽エネルギー作戦』に登場したピット星人に流用された[2]。

## 映像ソフト化
- LD化やVHSビデオ化を経て、2002年10月23日にはDVDが2枚組でバップより発売された[6]。

## シナリオ
シナリオマガジン『ドラマ』1993年2月号（映人社）
市川森一のシナリオ「私が愛したウルトラセブン」と作者コメントが掲載されているほか、切通理作の寄稿エッセイ「ウルトラセブン・三人の作家」もある。なお、シナリオと完成作品を対照するとカットされた部分の存在がわかる。